# Episodi di Hustle - I signori della truffa (quinta stagione)
La quinta stagione di Hustle - I signori della truffa è stata trasmessa in prima visione assoluta nel Regno Unito da BBC One dall'8 gennaio al 12 febbraio 2009.
In Italia, i primi tre episodi sono stati trasmessi in prima visione in chiaro  da LA7 dal 18 luglio 2009 al 24 luglio 2011; in seguito, dall'8 al 22 ottobre 2014, l'intera stagione è stata trasmessa da Joi, canale a pagamento della piattaforma Mediaset Premium.
| nº | Titolo originale        | Titolo italiano           | Prima TV UK      | Prima TV Italia |
| -- | ----------------------- | ------------------------- | ---------------- | --------------- |
| 1  | Return of the Prodigal  | Tiro doppio               | 8 gennaio 2009   | 18 luglio 2009  |
| 2  | New Recruits            | La tela del ragno         | 15 gennaio 2009  | 18 luglio 2009  |
| 3  | Lest Ye Be Judged       | Centro sociale            | 22 gennaio 2009  | 24 luglio 2011  |
| 4  | Diamond Seeker          | Un diamante per Josephine | 29 gennaio 2009  | 15 ottobre 2014 |
| 5  | Politics                | La vendetta è servita     | 5 febbraio 2009  | 22 ottobre 2014 |
| 6  | The Road Less Travelled | Doppia strangolata        | 12 febbraio 2009 | 22 ottobre 2014 |